# Anime nocturno
En Japón, el "late night anime" (深夜アニメ 'shin'ya anime') hace referencia a series de anime que se emiten en la televisión en horarios nocturnos o en las primeras horas de la mañana, por lo general entre las 11 p. m. y las 6 a. m. hora local.

## Descripción general
El anime nocturno está diseñado para atraer a Otaku de todas las edades, desde adolescentes hasta adultos. Uno de los objetivos de la programación nocturna es promover los DVD y productos relacionados que se tienen planeado lanzar en el futuro. Además de contar con historias originales, muchos animes se basan en manga, novela o videojuego. Los géneros que suelen ser los favoritos de los aficionados al anime incluyen comedia romántica, slice of life, acción y ciencia ficción, aunque existen excepciones. La mayoría de las series se emiten durante períodos de 3 o 6 meses, con 12 o 13 episodios en cada bloque de 3 meses. Con la excepción de los programas de NTV, son pocos los títulos que tienen tiempos de transmisión más largos que estos.
En la mayoría de los casos, un comité de producción, que está compuesto por varias empresas relacionadas, adquiere un espacio en la programación de una estación de televisión. Este proceso se conoce como programación negociada y se asemeja a la forma en que se transmiten los publirreportajes. Por lo tanto, a diferencia de los programas convencionales, las compañías productoras también actúan como patrocinadores. De esta manera, las estaciones de televisión pueden llenar sus franjas horarias con baja audiencia, mientras que las compañías productoras pueden promocionar sus productos, como los DVD de anime, a un costo más bajo. Dado que el propósito principal de una producción es promover el título entre los aficionados, los índices de audiencia bajos o la falta de patrocinadores no son motivo de gran preocupación. Como resultado, el número de animes nocturnos está en constante crecimiento. La dependencia de las ventas de DVD hace que estos animes sean prácticamente equivalentes a las OVA, con la diferencia de que tienen la oportunidad de ser promocionados. Esto explica por qué las series de OVA "puras" han experimentado una disminución notable en su número.

## Diferencias entre las versiones de TV y DVD
Cuando se lanza un anime nocturno en formato de video o DVD, es común que el contenido experimente modificaciones o expansiones, como por ejemplo:
- Calidad de animación mejorada.
- escenas sin censura
- Se agregaron videos completamente nuevos, como historias paralelas o epílogos.

Además, es posible incluir contenidos adicionales, como comentarios por parte del elenco o del equipo de producción.
Esta modificación suele tener lugar en las series de televisión, pero esta tendencia es particularmente destacada en el anime nocturno debido a que:
- Es factible que los estudios de producción carezcan del tiempo necesario o de un presupuesto lo bastante amplio para desarrollar una serie de mayor calidad dentro de los plazos requeridos para su emisión televisiva.
- Frecuentemente, puede ser que deseen incorporar contenido de naturaleza sexual o violenta, cuya exhibición en televisión esté sujeta a restricciones.
- Deben agregar valor para el lanzamiento en DVD, dado que dependen principalmente de las ventas de DVD.

## Área de transmisión
En julio de 2006, se transmitían 67 títulos de anime nocturnos de un total de 95 títulos. Esta cifra también incluye las emisiones por satélite y estaciones UHF. Sin embargo, no todos se emiten a nivel nacional. Por ejemplo, en Tokio, se estaban emitiendo 49 series de anime nocturnas, mientras que en Okinawa, solo se emitían tres de ellas.
Con frecuencia, las series de anime se restringen a la emisión en el área de la estación que produce el anime, siendo Tokio la ubicación predominante en la mayoría de los casos. En otras situaciones, se transmiten únicamente en Tokio, Osaka y Nagoya. El anime UHF tiende a emitirse en Osaka, Nagoya y las Región de Kantō, pero no en Tokio. Hay algunos títulos que se emiten a nivel nacional, pero estos son casos excepcionales, no lo común. En otras regiones, los programas de variedades con celebridades locales suelen ser extremadamente populares, lo que dificulta la introducción del anime. Esto es especialmente evidente en Hokkaidō, donde Yo Oizumi y su programa gozan de una gran popularidad.
Si un hogar tiene acceso a televisión por satélite o por cable de CS, la situación mejora un poco, ya que las estaciones de satélite de CS de pago orientadas al anime, como Kids Station, Animax o AT-X, transmiten muchos de esos títulos. Sin embargo, sus transmisiones suelen tener semanas o meses de retraso con respecto a la primera emisión. Además, la televisión por satélite y por cable no es tan común en Japón en comparación con los Estados Unidos.

## Transmisión de anime nocturno fuera de la cadena nacional
Las emisiones de anime nocturno que no forman parte de la red nacional suelen centrarse principalmente en las tres principales áreas metropolitanas (Kanto, Kinki y Chukyo) o en las cinco áreas metropolitanas más grandes (que incluyen las prefecturas de Hokkaido y Fukuoka, así como la prefectura adyacente de Saga, que alberga una sola estación privada). En las demás regiones, la historia de la transmisión nocturna de anime es limitada, en gran parte debido a que la selección de estaciones de radiodifusión se basa en las decisiones del comité de producción. Fuera de las áreas de interés, las estaciones obtienen y emiten programas mediante la adquisición de derechos de emisión. No obstante, algunas estaciones de radiodifusión ubicadas fuera de las tres principales áreas metropolitanas y las cinco regiones más grandes transmiten activamente anime nocturno, incluso contenido de estaciones independientes. Además, cuando una obra está ambientada en una región específica de Japón, a veces se emite como un evento especial en la estación local de esa región.
Dado que el anime nocturno se emite en horas no pico, alrededor de 2009, alcanzar una calificación del 2,0% o más se consideraba una "calificación aceptable", mientras que un 4,0% o más se consideraba una "audiencia alta". En la década de 2020, con el crecimiento de la popularidad de la transmisión por Internet, las calificaciones en el rango del 2% también se informan como indicativas de una audiencia considerable.
En línea con los programas nocturnos que no son de anime, hay una creciente tendencia a asignar etiquetas exclusivas a estos programas (marcas comerciales). Algunas de estas etiquetas se emplean en todas las estaciones de la cadena, como "Noitamina" de Fuji Television y "Super Animeism" de Mainichi Broadcasting System. Esta práctica no se limita a las transmisiones terrestres y puede extenderse a repeticiones en canales especializados y transmisiones por Internet.

## Historia
Los primeros títulos de anime nocturno incluyen "Sennin Buraku" (1963-1964), En (1987) y ja (1992). Todos ellos fueron transmitidos por Fuji TV. "Sennin Buraku" era el manga de mayor duración de la historia, aún publicado en una revista para adultos llamada "Weekly Asahi Geinō". "Lemon Angel" fue un anime para adultos que es un derivado del OVA para adultos "Cream Lemon". "Super Zugan" se basaba en un manga sobre mahjong. Estos títulos atrajeron cierta atención, pero continuaron siendo programas experimentales únicos.
El título considerado como el verdadero pionero del anime nocturno es Aquellos que cazan elfos (1996) que se transmitió en TV Tokyo. En ese momento, varios programas de entrevistas de radio nocturnos presentados por actores de doblaje eran populares. Como género, estos programas se conocían como "aniraji", abreviatura de "ani me" y "raji o" (radio). Los productores de televisión pensaron que si los programas de radio nocturnos relacionados con el anime podían ser populares, entonces los programas de televisión de anime nocturno también deberían funcionar. El resultado resultó ser lo que esperaban. Debido a esto, TV Tokyo continuó con sus horarios nocturnos. En 1997, las franjas horarias se ampliaron y se convirtieron en la base del "anime nocturno" que conocemos hoy en día. En ese momento, después del inmenso éxito de Neon Genesis Evangelion, la cantidad de anime producido aumentó rápidamente y muchos de esos títulos llegaron a las franjas horarias nocturnas. Nippon TV también comenzó su anime nocturno con Berserk
En 1998, Fuji TV relanzó su programación de anime nocturno. Además, la cadena satelital BS WOWOW inició su bloque con la versión completa de Cowboy Bebop, que previamente había sido transmitida de forma incompleta en el horario nocturno de TV Tokyo.
El anime nocturno dirigido a adultos como grupo demográfico ha experimentado un aumento en las ventas de programas de anime a estaciones de televisión en Japón en los últimos años. No obstante, este tipo de anime es menos popular fuera de Japón y generalmente se considera "un producto de nicho".

## Censura
En las estaciones de televisión japonesas, no existe un sistema de directrices detallado y claro para la clasificación por edades. La única norma específica es que, excepto en el caso de niños preadolescentes, no se pueden mostrar los órganos sexuales. Sin embargo, existen muchas restricciones no escritas en cuanto a la autorregulación. Por ejemplo, es complicado emitir imágenes de senos desnudos en horarios de máxima audiencia.
En el pasado, TV Tokyo solía transmitir programas radicales como "Evangelion" durante la noche. Sin embargo, en 1997, ocurrió el incidente conocido como "Pokémon-shock", en el que muchos niños se sintieron mal al ver un episodio de Pokémon que contenía muchas luces intermitentes. Tras este incidente, TV Tokyo implementó códigos de autorregulación mucho más estrictos. Actualmente, se dice que TV Tokyo y Fuji TV son extremadamente rigurosas en lo que respecta a representaciones sexuales. Se censuran los cuerpos desnudos y la ropa interior femenina. Incluso cuando un personaje femenino con una minifalda salta, su falda no se mueve, lo que a menudo es objeto de burla por parte de los fanáticos. Estas restricciones en las emisiones de VHF han contribuido significativamente al auge de las emisiones de anime en UHF.

## Fuera de Japón
La animación nocturna también se distribuye a nivel mundial, pero muchos títulos no se emiten y solo están disponibles en formatos como DVD, Blu-ray o a través de lanzamientos legales de transmisión en línea. Las series animadas que se han emitido tarde en la noche en Japón pueden transmitirse en horarios más accesibles en otros países, ya sea a través de canales de televisión gratuitos o de pago, como Anime Network o Animax.
En los Estados Unidos, Cartoon Network relanzó su bloque Toonami como parte de su programación nocturna en Adult Swim el 26 de mayo de 2012. Este bloque continúa siendo un espacio para la programación de anime y acción los sábados por la noche, heredando la tradición de su predecesor, Midnight Run. El relanzamiento de Toonami en Adult Swim marcó un cambio de marca desde Adult Swim Action, que también era un bloque nocturno de los sábados que se centraba principalmente en la transmisión de anime de acción. A partir de 2015, el bloque nocturno de Adult Swim Action normalmente duraba entre tres y siete horas en promedio.
Algunos títulos convencionales que se emiten durante el día o en horario de máxima audiencia en Japón pueden acabar transmitiéndose en horarios nocturnos en el extranjero debido a regulaciones televisivas locales más estrictas. Ejemplos notables incluyen títulos populares como "Bleach" y Fullmetal Alchemist, que se emitieron por las tardes en Japón pero a altas horas de la noche en los Estados Unidos. En Hong Kong, Dragon Ball Z se consideró "maduro" y se emitió en el horario de medianoche durante los fines de semana, a pesar de ser considerado apropiado para espectadores jóvenes en otras partes del mundo, incluyendo Japón, Filipinas y los EE. UU. Debido a la naturaleza controvertida de Death Note, el canal de animación filipino "Hero" lo transmitió cerca de la medianoche y solo los fines de semana, sin programación de repeticiones. Utilizaron un esquema similar cuando comenzaron a transmitir versiones censuradas de títulos con contenido ecchi, como Date A Live y The Fruit of Grisaia .

### Problemas de producción y su impacto
- Guardia Gad (Televisión Fuji):

La producción del séptimo episodio (que corresponde al "EPISODIO 8", incluyendo los episodios no emitidos) experimentó retrasos y no se entregó a Fuji Television en la fecha originalmente programada, el 28 de mayo de 2003, a las 4:00 p. m. En realidad, fue entregado al día siguiente a las 0:35 a. m. Como resultado, la estación decidió repetir el episodio de la semana anterior. Después de transmitir hasta el episodio 20, la serie enfrentó un cambio en su franja horaria debido a la transición a una nueva temporada de transmisión y, finalmente, fue cancelada. Posteriormente, se emitió íntegramente en canales especializados en anime como Animax.
- Code Geass: Lelouch de la Rebelión (Mainichi Broadcasting System, TBS):

Debido a un ajustado calendario de producción, la transmisión principal de la serie concluyó después del episodio 23. Los dos episodios restantes se emitieron aproximadamente cuatro meses después en una programación especial. Un caso similar ocurrió con "Eureka Seven AO", producida por la misma cadena.
- Danza con los dragones (TBS):

Inicialmente, la serie estaba programada para ser transmitida en TBS y BS-TBS en octubre de 2017. Sin embargo, el 22 de septiembre de 2017, se anunció que la transmisión se pospondría hasta abril de 2018 debido a problemas relacionados con la producción. Como respuesta a esta demora, TBS transmitió "Love, Chunibyo & Other Delusions" y BS-TBS transmitió su segunda temporada, "Love, Chunibyo & Other Delusions -Heart Throb-". Esta serie fue transmitida como anime nocturno por estaciones independientes, en las que TBS y BS-TBS marcaron su primera transmisión.
- Retrasos relacionados con la pandemia de COVID-19 en 2020

Desde la temporada de primavera de 2020, la producción de anime nocturno se ha visto afectada por el brote y la propagación de la pandemia de COVID-19. Como resultado, se han producido numerosas interrupciones en los cronogramas de producción, lo que ha tenido un impacto significativo en las programaciones de transmisión. Esto ha llevado a reposiciones y retrasos en el inicio de nuevas temporadas de anime.

## Otras lecturas
- Otaku O'Clock : un artículo de TV Tropes que analiza el asunto
- アキバ王に聞く—オタクカルチャーと秋葉原の関係（後編）
- 誰がキラーコンテンツを殺しているのか？ Capítulo 5: 日本のアニメは米国でキラーコンテンツになれるのか？ (前編)
- 深夜アニメ
- NIPPON TV DISTRIBUIRÁ ANIME ONLINE en activeAnime a través de Wayback Machine
- La ciencia ficción construye un bloque de anime nocturno

- Datos: Q2983424